# China Taipéi en los Juegos Paralímpicos de Pekín 2008
China Taipéi (Taiwán) estuvo representada en los Juegos Paralímpicos de Pekín 2008 por un total de 17 deportistas, diez hombres y siete mujeres.

## Medallistas
El equipo paralímpico obtuvo las siguientes medallas:
| Nombre         | Deporte                   | Evento                             |
| -------------- | ------------------------- | ---------------------------------- |
| Oro            |                           |                                    |
| Lin Tzu-Hui    | Levantamiento de potencia | –75 kg femenino                    |
| Plata          |                           |                                    |
| —              |                           |                                    |
| Bronce         |                           |                                    |
| Tseng Lung-Hui | Tiro con arco             | Recurvo individual W1/W2 masculino |